# Isona i Conca Dellà
Isona i Conca Dellà település Spanyolországban, Lleida tartományban. Isona i Conca Dellà Abella de la Conca, Tremp, Salàs de Pallars, Conca de Dalt, Coll de Nargó, La Baronia de Rialb, Artesa de Segre, Gavet de la Conca, Llimiana, Talarn és Vilanova de Meià községekkel határos. Lakosainak száma 1046 fő (2024).

## Népesség
A település népessége az utóbbi években az alábbiak szerint változott:
| Lakosok száma | 1239 | 4256 | 2580 | 2116 | 1502 | 1189 | 1163 | 1049 | 1019 | 1046 |
|               | 1717 | 1887 | 1936 | 1960 | 1986 | 2004 | 2009 | 2014 | 2019 | 2024 |